# Jhon Alexander Castañeda
Jhon Alexander Castañeda Angulo (né le 21 mars 1992) est un athlète colombien, spécialiste de la marche.
Il remporte le titre du 20 000 m lors des Championnats d’Amérique du Sud 2019 à Lima.

## Palmarès
| Date | Compétition                    | Lieu      | Résultat | Discipline      | Temps             |
| ---- | ------------------------------ | --------- | -------- | --------------- | ----------------- |
| 2017 | Championnats d'Amérique du Sud | Luque     | 2e       | 20 000 m marche | 1 h 25 min 4 s 5  |
| 2019 | Championnats d'Amérique du Sud | Lima      | 1er      | 20 000 m marche | 1 h 22 min 33 s 4 |
| 2021 | Championnats d'Amérique du Sud | Guayaquil | 2e       | 20 km marche    | 1 h 24 min 33 s   |

## Records
| Épreuve         | Temps             | Lieu      | Date        |
| --------------- | ----------------- | --------- | ----------- |
| 20 km marche    | 1 h 24 min 33 s   | Guayaquil | 30 mai 2021 |
| 20 000 m marche | 1 h 22 min 33 s 4 | Lima      | 26 mai 2019 |